# 2360 Volgo-Don
A 2360 Volgo-Don (ideiglenes jelöléssel 1975 VD3) a Naprendszer kisbolygóövében található aszteroida. Tamara Mihajlovna Szmirnova fedezte fel 1975. november 2-án.